# Giorgi Abuashvili
Giorgi Abuashvili (en géorgien : გიორგი აბუაშვილი), né le 8 février 2003 à Tbilissi en Géorgie, est un footballeur géorgien qui joue au poste d'ailier gauche au FC Metz, en prêt du Kolkheti 1913 Poti.

## Biographie

### SK Dinamo Tbilissi (2019 - 2021)
Formé au sein du club, où il s’illustre dans les catégories jeunes, le joueur commence sa carrière au SK Dinamo Tbilissi, club phare de sa ville natale. Il fait ses débuts en championnat le 16 juin 2019, lors d’un match face au WIT Georgia Tbilissi. Pour sa première apparition, il se fait remarquer en faisant preuve d’une grande intelligence de jeu lors de cette victoire 2-1 dans le derby.
Dès sa première saison avec son club formateur, il remporte le championnat de Géorgie.

### FC Porto B (2021 - 2023)
En 2021, il signe un contrat de cinq ans en faveur du FC Porto et intègre l'équipe réserve du club.
L'aventure au Portugal se passe mal pour le joueur qui joue peu et ne dispute aucun match en équipe première avec Porto.

### FC Petrolul Ploiești (2023 - 2024)
En raison de son manque de temps de jeu, il rejoint le club du FC Petrolul Ploiești en Roumanie en août 2023. 
Le 31 octobre 2023, il inscrit son premier et unique but sous ses nouvelles couleurs en Coupe de Roumanie face à l’AFC Chindia Târgoviște, contribuant à la victoire de son équipe sur le score de 2-0.
Début février 2024, il résilie son contrat d’un commun accord avec son club et devient libre de s’engager où il le souhaite.

### Kolkheti 1913 Poti (depuis 2024)
Libre de tout contrat, le joueur retourne dans son pays natal, la Géorgie, et s’engage avec le Kolkheti 1913 Poti, récemment promu en Umaglesi Liga. Rapidement titularisé, il inscrit son premier but le 26 avril 2024 face au FC Samtredia, lors de la 11e journée de championnat, conclue par une victoire 2-0.
Au cours de cette première saison, il inscrit un doublé décisif en quarts de finale de la Coupe de Géorgie contre le FC Gareji Sagarejo, offrant une victoire 2-1 à son club et une qualification pour les demi-finales. En fin de saison, il est nommé dans l’équipe type lors de la cérémonie organisée par la Fédération géorgienne de football,.

#### Prêt au FC Metz (depuis 2025)
Le 16 juillet 2025, le joueur est prêté un an au FC Metz, tout juste promu en Ligue 1. Il rejoint par la même occasion son coéquipier géorgien Giorgi Tsitaichvili, lui aussi prêté au club à la Croix de Lorraine pour la saison 2025-2026. Avec ce dernier et Georges Mikautadze, il devient le troisième joueur géorgien de l’histoire du club mosellan,. 

### En équipe nationale
International avec les moins de 17 ans, il devient notamment le capitaine de la sélection lors de la qualification pour le championnat d'Europe. Il se fait notamment remarquer dans la catégorie en marquant un but spectaculaire en solitaire contre la Suisse.

## Statistiques
| Saison                | Club                  | Championnat           | Championnat | Championnat | Championnat | Coupe(s) nationale(s) | Coupe(s) nationale(s) | Coupe(s) nationale(s) | Supercoupe | Supercoupe | Supercoupe | Compétition(s) continentale(s) | Compétition(s) continentale(s) | Compétition(s) continentale(s) | Compétition(s) continentale(s) | Play-offs | Play-offs | Play-offs | Total | Total | Total |
| Saison                | Club                  | Division              | M.          | B.          | P.d.        | M.                    | B.                    | P.d.                  | M.         | B.         | P.d.       | Comp.                          | M.                             | B.                             | P.d.                           | M.        | B.        | P.d.      | M.    | B.    | P.d.  |
| 2018-2019             | SK Dinamo Tbilissi    | Umaglesi Liga         | 1           | 0           | 0           | 1                     | 0                     | 0                     | -          | -          | -          | -                              | -                              | -                              | -                              | -         | -         | -         | 2     | 0     | 0     |
| 2019-2020             | SK Dinamo Tbilissi    | Umaglesi Liga         | -           | -           | -           | -                     | -                     | -                     | -          | -          | -          | -                              | -                              | -                              | -                              | -         | -         | -         | 0     | 0     | 0     |
| 2020-2021             | SK Dinamo Tbilissi    | Umaglesi Liga         | 4           | 0           | 0           | -                     | -                     | -                     | -          | -          | -          | -                              | -                              | -                              | -                              | -         | -         | -         | 4     | 0     | 0     |
| Sous-total            | Sous-total            | Sous-total            | 5           | 0           | 0           | 1                     | 0                     | 0                     | -          | -          | -          | -                              | -                              | -                              | -                              | -         | -         | -         | 6     | 0     | 0     |
| 2021-2022             | FC Porto B            | Liga Portugal 2       | -           | -           | -           | -                     | -                     | -                     | -          | -          | -          | -                              | -                              | -                              | -                              | -         | -         | -         | 0     | 0     | 0     |
| 2022-2023             | FC Porto B            | Liga Portugal 2       | 5           | 0           | 0           | -                     | -                     | -                     | -          | -          | -          | -                              | -                              | -                              | -                              | -         | -         | -         | 5     | 0     | 0     |
| Sous-total            | Sous-total            | Sous-total            | 5           | 0           | 0           | -                     | -                     | -                     | -          | -          | -          | -                              | -                              | -                              | -                              | -         | -         | -         | 5     | 0     | 0     |
| 2023-2024             | FC Petrolul Ploiești  | SuperLiga             | 3           | 0           | 0           | 1                     | 1                     | 0                     | -          | -          | -          | -                              | -                              | -                              | -                              | -         | -         | -         | 4     | 1     | 0     |
| 2023-2024             | Kolkheti 1913 Poti    | Umaglesi Liga         | 33          | 10          | 4           | 4                     | 3                     | 1                     | -          | -          | -          | -                              | -                              | -                              | -                              | -         | -         | -         | 37    | 13    | 5     |
| 2024-2025             | Kolkheti 1913 Poti    | Umaglesi Liga         | 18          | 8           | 0           | -                     | -                     | -                     | -          | -          | -          | -                              | -                              | -                              | -                              | -         | -         | -         | 18    | 8     | 0     |
| Total sur la carrière | Total sur la carrière | Total sur la carrière | 64          | 18          | 4           | 6                     | 4                     | 1                     | -          | -          | -          | -                              | -                              | -                              | -                              | -         | -         | -         | 70    | 22    | 5     |

## Palmarès

### En club
| SK Dinamo Tbilissi (1) :                                     |
| ------------------------------------------------------------ |
| - Umaglesi Liga (1) - Champion : 2019 - Vice-champion : 2021 |

### Distinctions personnelles
- Membre de l'équipe type de Umaglesi Liga en 2024.